# Detlev Joachim von Brockdorff
Detlev Joachim von Brockdorff, auch Detlef Joachim von Brockdorff (* 16. November 1735 in Aschau, heute Ortsteil von Altenhof (bei Eckernförde); † 20. Januar 1786 in Lübeck) war ein deutscher Jurist, Domherr und Freimaurer.

## Leben
Detlev Joachim von Brockdorff entstammte dem holsteinisch-dänischen Adelsgeschlecht Brockdorff, das zu den Equites Originarii (holsteinischer Uradel) gehört. Er war ein Sohn des Gutsherrn auf Aschau Schack von Brockdorff und seiner Frau Catharina Hedwig von Ahlefeldt.
Als 15-Jähriger erhielt er die Possession einer Domherrenstelle im Lübecker Domkapitel, die Wulf Heinrich von Thienen zu seinen Gunsten resignierte. Zugleich erhielt er durch Resignation von Henning Benedikt von Rumohr eine der beiden Livonisten-Präbenden. Diese nach ihrem Stifter, dem Domdekan Johannes Livo († 1292), benannten Präbenden berechtigten zu Einkünften, aber nicht zu Sitz und Stimme im Kapitel. 
Er studierte Rechtswissenschaften an der Universität Kiel und erhielt eine Stelle beim Holsteinischen Landgericht in Glückstadt. Nach wenigen Jahren kam er an das Obergericht Gottorf. 1767 zog er nach Lübeck und begann seine Residenz als Domherr. 1773 wurde er vollberechtigtes Mitglied im Domkapitel. 1779 ernannte ihn König Christian VII. zum königlichen Landrat.
Brockdorff wurde am 4. Juli 1772 in die neugegründete Lübecker Freimaurerloge Zum Fruchthorn, später Zum Füllhorn, aufgenommen. In rascher Folge wurde er zum Meister befördert. 1774 wurde er als Nachfolger von Christian August Förtsch ihr zweiter Meister vom Stuhl, gab das Amt jedoch schon 1776 wieder ab. Ein weiteres Mal war er 1781 bis zu seinem Tod Vorsitzender Meister. Kurz vor seiner zweiten Amtszeit war es 1779 zur Abspaltung der zweiten Lübecker Loge Zur Weltkugel gekommen. Sein Nachfolger wurde Friedrich Bernhard von Wickede.
Er war verheiratet mit Christiane Margarethe (1738–1800), geb. Küster aus Schleswig.